# Скотт, Люк
Люк Скотт (англ. Luke Scott; род. 1 мая 1968 года) — британский кинорежиссёр, сын Ридли Скотта, работавший со своим отцом на нескольких фильмах («Исход: Цари и боги» (2014), «Марсианин»). Дебютировал в кино в 2016 году с фильмом «Морган».

## Биография
В 2012 году, перед выходом фильма «Прометей» Люк снял короткометражный фильм-лекцию Питера Вейланда, основателя вымышленной корпорации Weyland Corp. на конференции TED в 2023.
В 2017 году Люк снял две короткометражки, которые предшествовали выходу фильма «Бегущий по лезвию 2049»: «Нексус: 2036» и «2048: Некуда бежать».

## Фильмография
| 1992 | «1492: Завоевание рая»                                                            | Нет | Арт-директор                                                                                       |
| 1999 | «Голод (сериал)»                                                                  | Да  | Телесериал, режиссёр 1 серии «Skin Deep»                                                           |
| 2012 | «Ткацкий станок» (Loom)                                                           | Да  | Короткометражный фильм                                                                             |
| 2012 | «Питер Вейланд: я изменю мир» (Peter Weyland at TED2023: I will change the world) | Да  | Короткометражный фильм к выходу «Прометей»                                                         |
| 2014 | «Исход: Цари и боги»                                                              | Нет | Второй режиссёр                                                                                    |
| 2015 | «Марсианин»                                                                       | Нет | Второй режиссёр                                                                                    |
| 2016 | «Морган»                                                                          | Да  | Режиссёрский дебют                                                                                 |
| 2017 | «Чужой: Завет» (пролог)                                                           | Да  | Короткометражный фильм к выходу «Чужой: Завет»                                                     |
| 2017 | «Встречайте Уолтера» (Meet Walter)                                                | Да  | Короткометражный фильм к выходу «Чужой: Завет»                                                     |
| 2017 | «Нексус: 2036»                                                                    | Да  | Короткометражный фильм к выходу «Бегущий по лезвию 2049»                                           |
| 2017 | «2048: Некуда бежать»                                                             | Да  | Короткометражный фильм к выходу «Бегущий по лезвию 2049»                                           |
| 2020 | «Воспитанные волками»                                                             | Да  | Телесериал, режиссёр 3 серии «Virtual Faith», 4 серии «Nature's Course» и 10 серии «The Beginning» |